# 러시아 국립 교향악단
러시아 국립 교향악단(러시아어: Государственный академический симфонический оркестр России имени Е. Ф. Светланова, Russian State Symphony Orchestra)은 모스크바를 거점으로 하는 러시아의 대표적인 국립 관현악단으로, 정식 명칭은 '예프게니 표도로비치 스베틀라노프 명칭 러시아 국립 아카데미 교향악단(State Academic Symphony Orchestra of the Russian Federation named after Evgeny Fyodorovich Svetlanov)'이다.
다른 국립 교향악단들과의 혼동을 막기 위해 줄여서 '스베틀라노프 국립 교향악단' 혹은 '스베틀라노프 교향악단'으로 칭해지고 있다.

## 역사
1930년에 창단된 모스크바 방송 교향악단을 기반으로 차이콥스키 음악원을 졸업한 우수한 기악 전공생들을 비롯한 젊은 연주자들을 대거 영입해 1936년에 창단되었다. 첫 공연은 그 해 10월 5일에 있었으며, 창단과 동시에 음악 감독으로 임명된 알렉산드르 가우크와 에리히 클라이버가 번갈아가며 지휘했다.
가우크는 1941년 사임할 때까지 악단의 연주력 향상과 러시아/소련 작품을 중심으로 한 레퍼토리의 확보에 주력했고, 후임으로는 나탄 라흘린이 임명되었다. 그러나 그 직후 독소전쟁의 발발로 인해 활동이 급격히 줄어들었고, 모스크바에서 중앙 아시아 지역으로 피난해 공연하는 등 악조건 속에서 활동하기도 했다. 종전 후 콘스탄틴 이바노프가 자리를 이어받아 본격적인 악단 재건을 시작했다. 1965년에는 이바노프의 뒤를 이어 30대의 젊은 지휘자였던 예프게니 스베틀라노프가 음악 감독으로 발탁되었고, 이후 35년간 장기 재임하면서 외국 레퍼토리의 적극적인 공연과 음반 제작 등으로 해외에도 악단의 이름을 알리는 데 크게 기여했다.
그러나 소련 붕괴 후에는 여타 악단들과 마찬가지로 심각한 재정난에 직면하게 되었고, 연주 활동이 정상적으로 진행되기 힘들 정도로 악화되기도 했다. 악단 내부에서도 스베틀라노프가 해외 활동에 치중하면서 자신들과의 관계를 소홀히 하고 있다는 비판 여론도 조성되었으며, 스베틀라노프는 결국 2000년에 러시아 문화성의 결정으로 음악 감독직에서 해임되었다. 후임으로는 마르크 고렌슈타인이 내정되어 있었으나, 고렌슈타인이 직책을 거절하면서 바실리 시나이스키가 대신 임명되었다. 시나이스키 사임 후에는 다시 고렌슈타인이 발탁되었고, 현재까지 재임 중이다.

## 주요 활동
창단 당시부터 소련 정부 소속 악단이었고, 스탈린 집권 시기에는 국수주의의 득세와 함께 자국 음악 연주의 비율이 압도적으로 높았다. 이후 외국 작품들도 적극적으로 다루었으나, 기본적으로는 당대 소련 작곡가들의 작품들을 적극적으로 다루어 널리 소개한다는 창단시의 방침을 유지해 왔다. 소련 국영 음반사였던 멜로디야에 녹음한 음반들도 대부분이 러시아/소련 작품들이었으며, 특히 스베틀라노프가 남긴 미야스코프스키의 교향곡 전집(총 27곡)은 최초이자 현재 유일한 전곡 음반으로 남아 있다.
스베틀라노프는 이외에도 '러시아 관현악 대전집' 의 완성을 목표로 차이콥스키와 프로코피에프, 스크랴빈, 스트라빈스키, 라흐마니노프 등의 작품도 적극적으로 녹음했으며, 외국 레퍼토리로는 말러의 교향곡을 녹음하기도 했다. 전임 지휘자들이었던 가우크나 이바노프도 녹음을 남겼으나, 대부분 실황 녹음들이며 소련 붕괴 후 테이프가 공개되어 음반화되고 있다. 소련 붕괴 후에는 활동이 주춤하면서 녹음 활동도 급격히 줄어들었으나, 1990년대 후반부터 낙소스나 일본 음반사인 포니캐년 등에서 재개하고 있다. 낙소스의 녹음들은 스베틀라노프 시대에 부지휘자를 역임했던 이고르 골롭신이나 드미트리 야블론스키 등의 지휘자들이 주로 제작하고 있다.
주요 공연장으로는 차이콥스키 음악원 대강당을 사용하고 있으며, 이외에도 차이콥스키 콘서트 홀 등 모스크바 내의 다른 공연장들도 이용하고 있다.

## 역대 음악 감독
- 알렉산드르 가우크 (1936-1941)
- 나탄 라흘린 (1941-1945)
- 콘스탄틴 이바노프 (1946-1965)
- 예프게니 스베틀라노프 (1965-2000)
- 바실리 시나이스키 (2000-2002)
- 마르크 고렌시테인 (2002-2011)
- 블라디미르 유롭스키 (2012-)